# Az 1994. évi téli olimpiai játékok éremtáblázata
Az 1994. évi téli olimpiai játékok éremtáblázata az 1994. évi téli olimpiai játékokon érmet nyert nemzeteket tartalmazza. A sorrendet a több nyert aranyérem, ennek egyenlősége esetén a több nyert ezüstérem, ennek egyenlősége esetén a több nyert bronzérem, illetve mindhárom szám egyenlősége esetén az ABC-sorrend határozza meg. A sorrend nem jelenti a részt vevő országok hivatalos – a Nemzetközi Olimpiai Bizottság szerinti – sorrendjét.
(A táblázatban a rendező nemzet csapata eltérő háttérszínnel, az egyes számoszlopok legmagasabb értéke vagy értékei vastagítással kiemelve.)
| Az 1994. évi téli olimpiai játékok éremtáblázata | Az 1994. évi téli olimpiai játékok éremtáblázata | Az 1994. évi téli olimpiai játékok éremtáblázata | Az 1994. évi téli olimpiai játékok éremtáblázata | Az 1994. évi téli olimpiai játékok éremtáblázata | Olimpia  |
| ------------------------------------------------ | ------------------------------------------------ | ------------------------------------------------ | ------------------------------------------------ | ------------------------------------------------ | -------- |
|                                                  | Ország                                           | Arany                                            | Ezüst                                            | Bronz                                            | Összesen |
| 1.                                               | Oroszország (RUS)                                | 11                                               | 8                                                | 4                                                | 23       |
| 2.                                               | Norvégia (NOR)                                   | 10                                               | 11                                               | 5                                                | 26       |
| 3.                                               | Németország (GER)                                | 9                                                | 7                                                | 8                                                | 24       |
| 4.                                               | Olaszország (ITA)                                | 7                                                | 5                                                | 8                                                | 20       |
| 5.                                               | Egyesült Államok (USA)                           | 6                                                | 5                                                | 2                                                | 13       |
| 6.                                               | Dél-Korea (KOR)                                  | 4                                                | 1                                                | 1                                                | 6        |
| 7.                                               | Kanada (CAN)                                     | 3                                                | 6                                                | 4                                                | 13       |
| 8.                                               | Svájc (SUI)                                      | 3                                                | 4                                                | 2                                                | 9        |
| 9.                                               | Ausztria (AUT)                                   | 2                                                | 3                                                | 4                                                | 9        |
| 10.                                              | Svédország (SWE)                                 | 2                                                | 1                                                | 0                                                | 3        |
| 11.                                              | Japán (JPN)                                      | 1                                                | 2                                                | 2                                                | 5        |
| 12.                                              | Kazahsztán (KAZ)                                 | 1                                                | 2                                                | 0                                                | 3        |
| 13.                                              | Ukrajna (UKR)                                    | 1                                                | 0                                                | 1                                                | 2        |
| 14.                                              | Üzbegisztán (UZB)                                | 1                                                | 0                                                | 0                                                | 1        |
|                                                  |                                                  |                                                  |                                                  |                                                  |          |
| 15.                                              | Fehéroroszország (BLR)                           | 0                                                | 2                                                | 0                                                | 2        |
| 16.                                              | Finnország (FIN)                                 | 0                                                | 1                                                | 5                                                | 6        |
| 17.                                              | Franciaország (FRA)                              | 0                                                | 1                                                | 4                                                | 5        |
| 18.                                              | Hollandia (NED)                                  | 0                                                | 1                                                | 3                                                | 4        |
| 19.                                              | Kína (CHN)                                       | 0                                                | 1                                                | 2                                                | 3        |
|                                                  |                                                  |                                                  |                                                  |                                                  |          |
| 20.                                              | Szlovénia (SLO)                                  | 0                                                | 0                                                | 3                                                | 3        |
| 21.                                              | Nagy-Britannia (GBR)                             | 0                                                | 0                                                | 2                                                | 2        |
| 22.                                              | Ausztrália (AUS)                                 | 0                                                | 0                                                | 1                                                | 1        |
|                                                  |                                                  |                                                  |                                                  |                                                  |          |
| Összesen                                         | Összesen                                         | 61                                               | 61                                               | 61                                               | 183      |